# Maria Lovisa Hjortsberg
Maria Lovisa Hjortsberg född Schützer 1745, död 13 februari 1813 i Västerås domkyrkoförsamling, Västerås, Västmanlands län, var en svensk operasångare. 
Dotter till assessorn vid kammarevisoren Salomon Schützer och Anna Lovisa Ruschenfelt. Aktiv vid Operan i Stockholm från 1770-talet till 1790-talet. 
Gift med stenhuggaren vid slottet, Lars Hjortsberg (1735–1806). Mor till skådespelaren Lars Hjortsberg, dansaren Hedda Hjortsberg, skådespelaren Magnus Hjortsberg (aktiv vid Dramaten 1793–1800) och Anna Lovisa Hjortsberg (aktiv vid Kungliga Baletten 1786–91, vid Dramaten 1791, och sedan gift med ryssen Olivestam).